# Afrectopius ulugurensis
Afrectopius ulugurensis är en stekelart som beskrevs av Heinrich 1967. Afrectopius ulugurensis ingår i släktet Afrectopius och familjen brokparasitsteklar. Inga underarter finns listade i Catalogue of Life.